# كريس ويلسون (لاعب كرة قدم أمريكية)
كريس ويلسون (بالإنجليزية: Kris Wilson)‏ هو لاعب كرة قدم أمريكية أمريكي، ولد في 22 أغسطس 1981 في هاريسبرج في الولايات المتحدة.

## وصلات خارجية
- كريس ويلسون (لاعب كرة قدم أمريكية) على موقع مرجع كرة القدم المحترفة.كوم (الإنجليزية)